# Martrin
Martrin est une commune française située dans le département de l'Aveyron en région Occitanie.
Le patrimoine architectural de la commune comprend un immeuble protégé au titre des monuments historiques : l'église Notre-Dame-de-Septembre, inscrite en 1927.

## Géographie

### Localisation et communes limitrophes
Martrin se situe sur un petit plateau. Plus au nord coule le Tarn. À 4,5 km de Martrin se situe le hameau pittoresque du Cayla.
Les communes limitrophes sont Coupiac, Montclar, Saint-Juéry, Saint-Sernin-sur-Rance et La Serre.

### Hydrographie

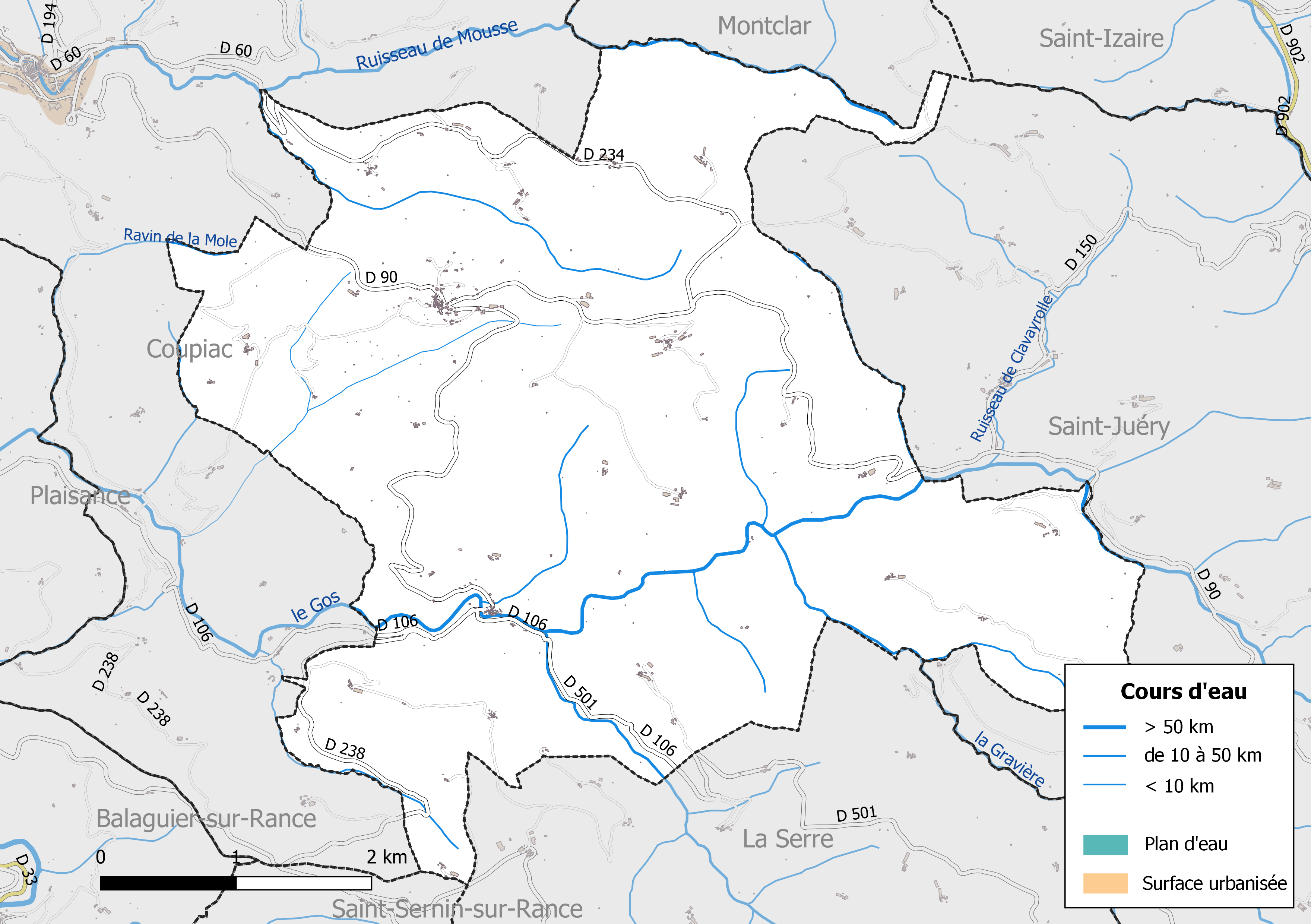
Réseaux hydrographique et routier de Martrin.

La commune est drainée par le Gos, le Ruisseau de Mousse, la Gravière, le ruisseau de Goussilles, le ravin de la Mole et par divers petits cours d'eau.
Le Gos, d'une longueur totale de 17 km, prend sa source dans la commune de Saint-Juéry et se jette  dans le Rance à Plaisance, après avoir arrosé 4 communes.
Le Ruisseau de Mousse, d'une longueur totale de 13,4 km, prend sa source dans la commune de Martrin et se jette  dans le Rance à La Bastide-Solages, après avoir arrosé 5 communes.

### Climat
Pour des articles plus généraux, voir Climat de l'Occitanie et Climat de l'Aveyron.
En 2010, le climat de la commune est de type climat océanique altéré, selon une étude s'appuyant sur une série de données couvrant la période 1971-2000. En 2020, Météo-France publie une typologie des climats de la France métropolitaine dans laquelle la commune est exposée à un climat de montagne et est dans la région climatique Sud-est du Massif Central, caractérisée par une pluviométrie annuelle de 1 000 à 1 500 mm, minimale en été, maximale en automne.
Pour la période 1971-2000, la température annuelle moyenne est de 11,4 °C, avec une amplitude thermique annuelle de 15,4 °C. Le cumul annuel moyen de précipitations est de 1 055 mm, avec 11,1 jours de précipitations en janvier et 6,4 jours en juillet. Pour la période 1991-2020, la température moyenne annuelle observée sur la station météorologique la plus proche, située sur la commune de La Bastide-Solages à 8 km à vol d'oiseau, est de 13,5 °C et le cumul annuel moyen de précipitations est de 950,8 mm,. Pour l'avenir, les paramètres climatiques de la commune estimés pour 2050 selon différents scénarios d'émission de gaz à effet de serre sont consultables sur un site dédié publié par Météo-France en novembre 2022.

### Milieux naturels et biodiversité

#### Espaces protégés
La protection réglementaire est le mode d’intervention le plus fort pour préserver des espaces naturels remarquables et leur biodiversité associée.
Dans ce cadre, la commune fait partie d'un espace protégé, le Parc naturel régional des Grands Causses, créé en 1995 et d'une superficie de 327 937 ha, s'étend sur 97 communes. Ce territoire rural habité, reconnu au niveau national pour sa forte valeur patrimoniale et paysagère, s’organise autour d’un projet concerté de développement durable, fondé sur la protection et la valorisation de son patrimoine,,.

#### Zones naturelles d'intérêt écologique, faunistique et floristique

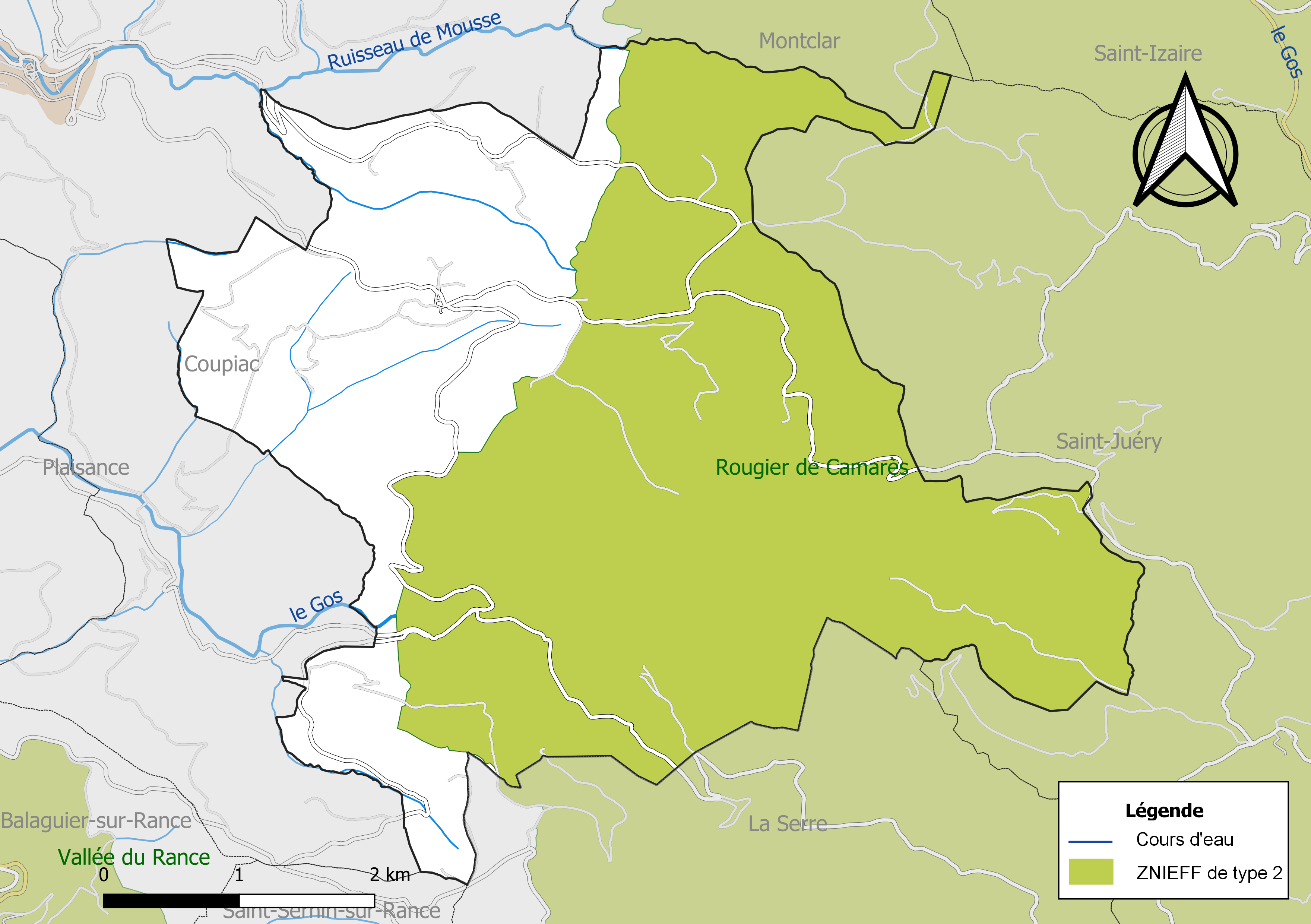
Carte de la ZNIEFF de type 2 localisée sur la commune.

L’inventaire des zones naturelles d'intérêt écologique, faunistique et floristique (ZNIEFF) a pour objectif de réaliser une couverture des zones les plus intéressantes sur le plan écologique, essentiellement dans la perspective d’améliorer la connaissance du patrimoine naturel national et de fournir aux différents décideurs un outil d’aide à la prise en compte de l’environnement dans l’aménagement du territoire.
Le territoire communal de Martrin comprend une ZNIEFF de type 2,, 
le « Rougier de Camarès » (56 714 ha), qui s'étend sur 33 communes dont 32 dans l'Aveyron et 1 dans l'Hérault.

## Urbanisme

### Typologie
Au 1er janvier 2024, Martrin est catégorisée commune rurale à habitat très dispersé, selon la nouvelle grille communale de densité à 7 niveaux définie par l'Insee en 2022.
Elle est située hors unité urbaine et hors attraction des villes,.

### Occupation des sols

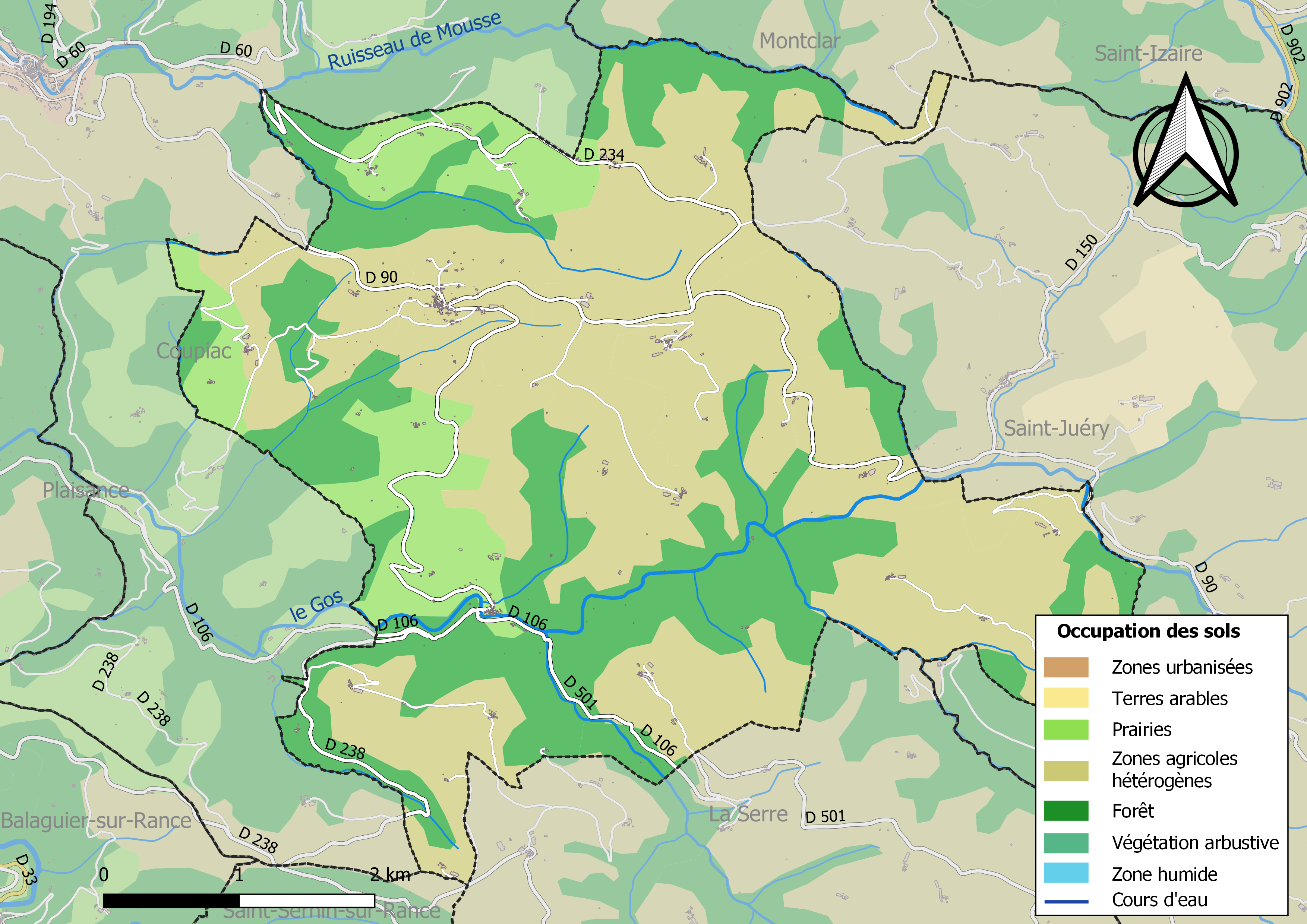
Infrastructures et occupation des sols de la commune de Martrin.

L'occupation des sols de la commune, telle qu'elle ressort de la base de données européenne d’occupation biophysique des sols Corine Land Cover (CLC), est marquée par l'importance des territoires agricoles (67,9 % en 2018), une proportion sensiblement équivalente à celle de 1990 (68 %). La répartition détaillée en 2018 est la suivante : 
zones agricoles hétérogènes (56,3 %), forêts (32,1 %), prairies (11,7 %).

### Planification
La loi SRU du 13 décembre 2000 a incité fortement les communes à se regrouper au sein d’un établissement public, pour déterminer les partis d’aménagement de l’espace au sein d’un SCoT, un document essentiel d’orientation stratégique des politiques publiques à une grande échelle. La commune est dans le territoire du SCoT du Parc naturel régional des Grands Causses, approuvé le vendredi 7 juillet 2017 par le comité syndical et mis à l’enquête publique en décembre 2019. La structure porteuse est le Pôle d'équilibre territorial et rural du PNR des Grands Causses, qui associe huit communautés de communes, notamment la communauté de communes Saint Affricain, Roquefort, Sept Vallons, dont la commune est membre.
La commune disposait en 2017 d'une carte communale approuvée.

### Risques majeurs
Le territoire de la commune de Martrin est vulnérable à différents aléas naturels : climatiques (hiver exceptionnel ou canicule), feux de forêts et séisme (sismicité très faible).
Il est également exposé à deux risques particuliers, les risques radon et minier,.

#### Risques naturels
Le Plan départemental de protection des forêts contre les incendies découpe le département de l’Aveyron en sept « bassins de risque » et définit une sensibilité des communes à l’aléa feux de forêt (de faible à très forte). La commune est classée en sensibilité faible.

#### Risques particuliers
La commune est concernée par le risque minier, principalement lié à l’évolution des cavités souterraines laissées à l’abandon et sans entretien après l’exploitation des mines.
Dans plusieurs parties du territoire national, le radon, accumulé dans certains logements ou autres locaux, peut constituer une source significative d’exposition de la population aux rayonnements ionisants. Toutes les communes du département sont concernées par le risque radon à un niveau plus ou moins élevé. Selon le dossier départemental des risques majeurs du département établi en 2013, la commune de Martrin est classée à risque moyen à élevé. Un décret du 4 juin 2018 a modifié la terminologie du zonage définie dans le code de la santé publique et a été complété par un arrêté du 27 juin 2018 portant délimitation des zones à potentiel radon du territoire français. La commune est désormais en zone 3, à savoir zone à potentiel radon significatif.

## Histoire
À proximité du village se trouve la chapelle sanctuaire dédiée à Saint Clément.
Martrin faisait partie de la commune de Coupiac, jusqu'à ce qu'une ordonnance royale du 12 février 1832 en fasse une commune autonome.
Dans tous les villages de cette zone limitrophe du département du Tarn, au début du XXe siècle, l'Assistance publique de l'Hérault à Montpellier plaçait des enfants en nourrice, orphelins ou abandonnés, et ils devenaient généralement ouvriers agricoles dès l'âge de 13 ans. Cela a été davantage réglementé par la loi de juillet 1904.

### Les Hospitaliers
Martrin était une ancienne commanderie hospitalière des Hospitaliers de l'ordre de Saint-Jean de Jérusalem. Plusieurs bâtiments en témoignent :
- La Tour-clocher bâtie en 1392 servait de refuge à la population en temps de guerre.
- L'église, juxtaposée à la Tour, est plus récente. Elle renferme dans une de ses chapelles un tombeau de la fin du XVe siècle, celui de Penavayre de Sales, commandeur de l'ordre des Hospitaliers.
- Le château, reconstruit au XVe siècle et surnommé la Commanderie, a conservé la majeure partie de ses pièces.

## Politique et administration

### Découpage territorial
La commune de Martrin est membre de la communauté de communes Saint Affricain, Roquefort, Sept Vallons, un établissement public de coopération intercommunale (EPCI) à fiscalité propre créé le 1er janvier 2017 dont le siège est à Vabres-l'Abbaye. Ce dernier est par ailleurs membre d'autres groupements intercommunaux.
Sur le plan administratif, elle est rattachée à l'arrondissement de Millau, au département de l'Aveyron et à la région Occitanie. Sur le plan électoral, elle dépend du  canton des Causses-Rougiers pour l'élection des conseillers départementaux, depuis le redécoupage cantonal de 2014 entré en vigueur en 2015, et de la troisième circonscription de l'Aveyron  pour les élections législatives, depuis le dernier découpage électoral de 2010.

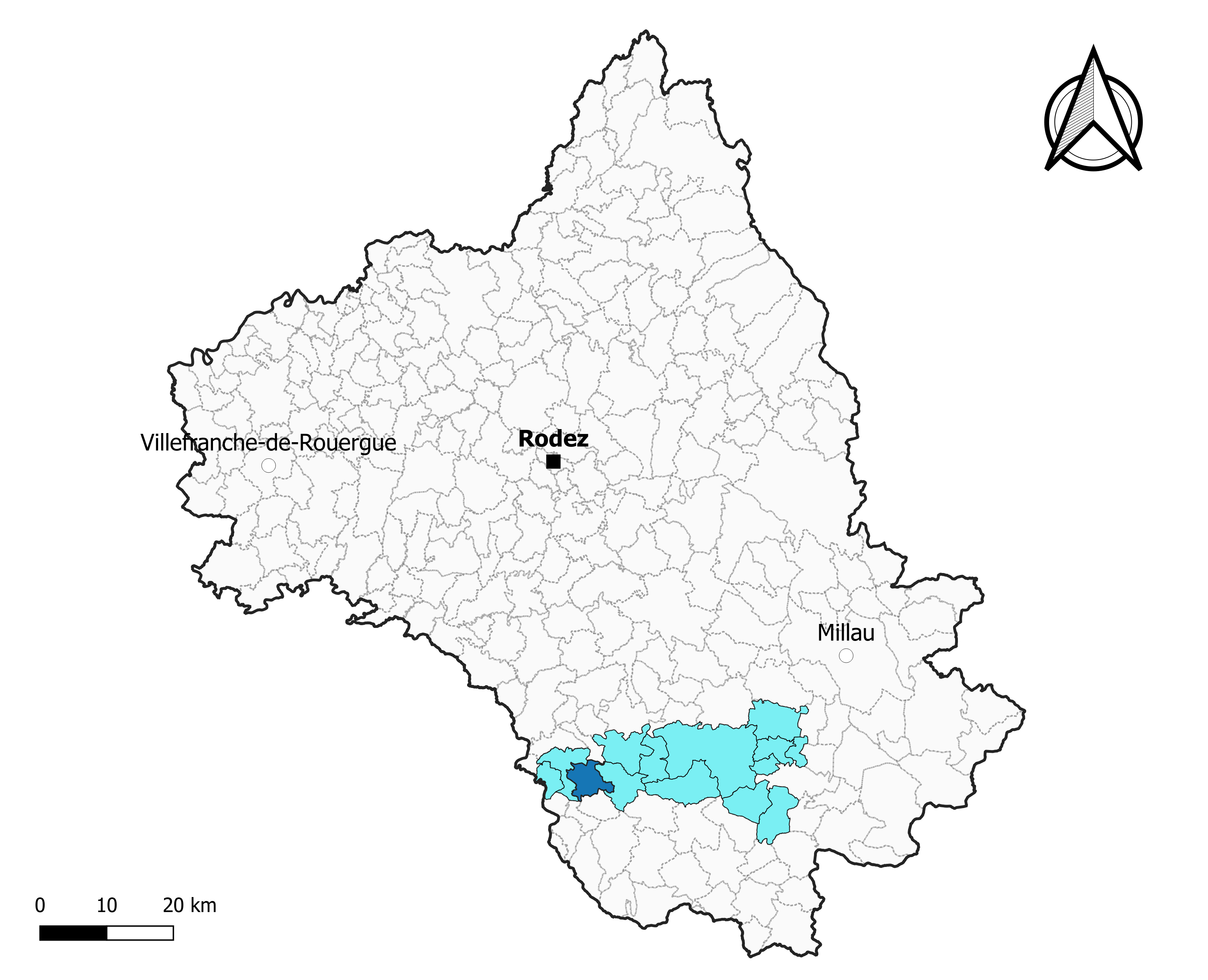
Martrin dans l'intercommunalité en 2020.
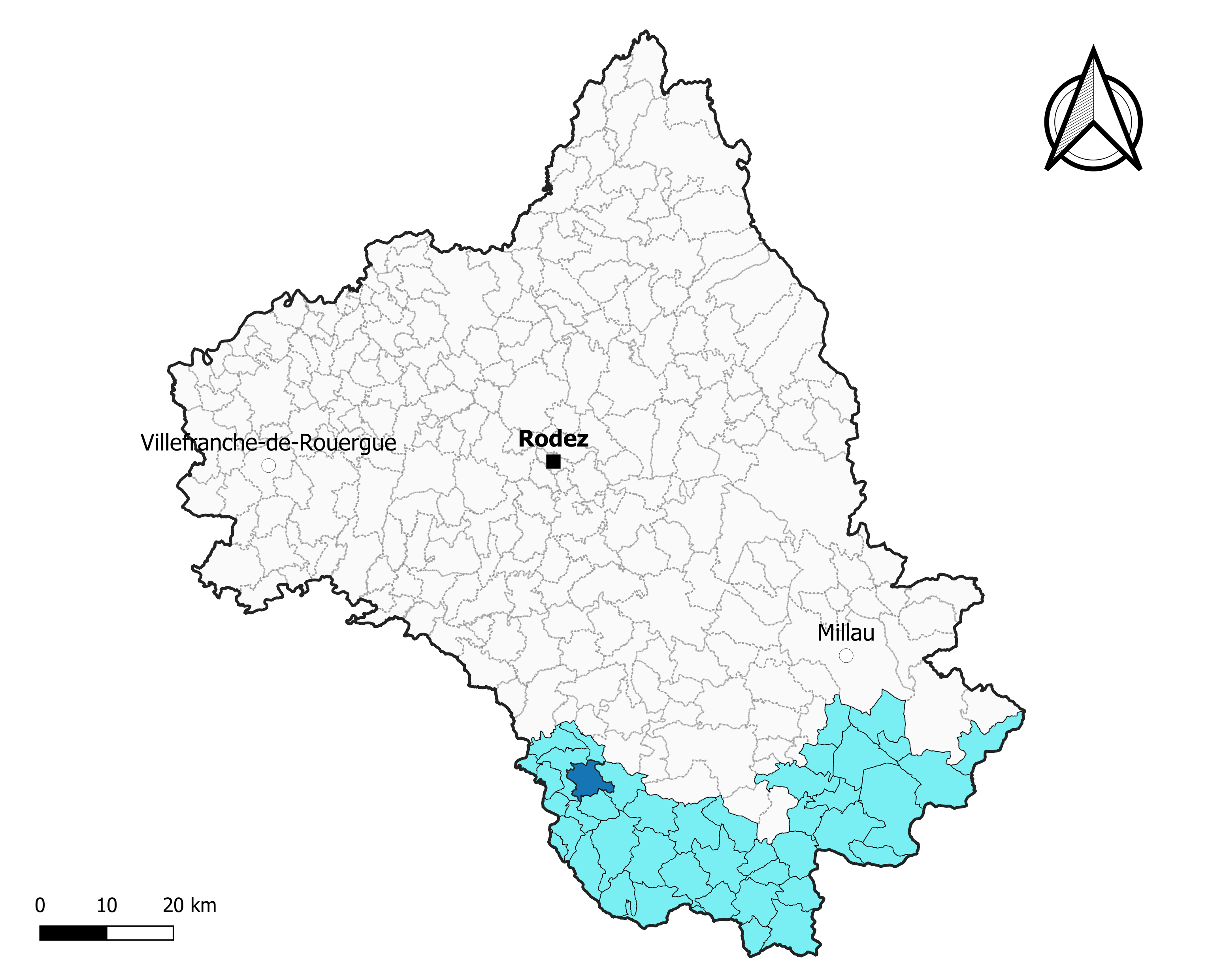
Martrin dans le canton des Causses-Rougiers en 2020.
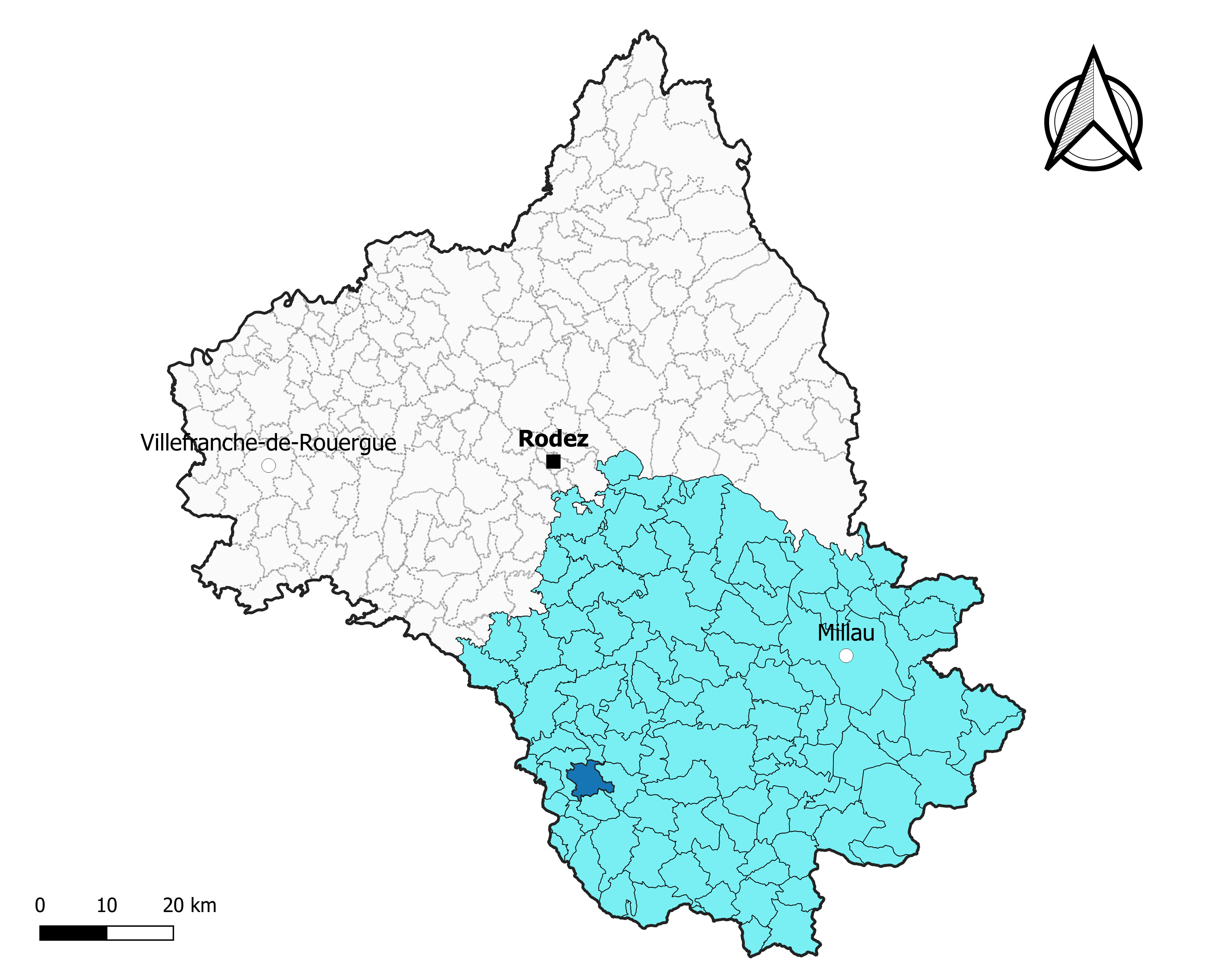
Martrin dans l'arrondissement de Millau en 2020.

### Élections municipales et communautaires

#### Élections de 2020
Le conseil municipal de Martrin, commune de moins de 1 000 habitants, est élu au scrutin majoritaire plurinominal à deux tours avec candidatures isolées ou groupées et possibilité de panachage. Compte tenu de la population communale, le nombre de sièges à pourvoir lors des élections municipales de 2020 est de 11. Sur les vingt-deux candidats en lice, onze sont élus dès le premier tour, le 15 mars 2020, correspondant à la totalité des sièges à pourvoir, avec un taux de participation de 48,05 %.
Christiane Cailliau-Deleu est élue nouvelle maire de la commune le 28 mai 2020.
Dans les communes de moins de 1 000 habitants, les conseillers communautaires sont désignés parmi les conseillers municipaux élus en suivant l’ordre du tableau (maire, adjoints puis conseillers municipaux) et dans la limite du nombre de sièges attribués à la commune au sein du conseil communautaire. Un siège est attribué à la commune au sein de la communauté de communes Saint Affricain, Roquefort, Sept Vallons.

#### Liste des maires
| Période                                  | Période  | Identité                   | Étiquette | Qualité                                                  |
| ---------------------------------------- | -------- | -------------------------- | --------- | -------------------------------------------------------- |
| 1953                                     | 1977     | Charles Sabatier           |           | Agriculteur                                              |
| 1977                                     | 1983     | Hubert Esquirol            |           |                                                          |
| 1983                                     | 2001     | Charles Sabatier           |           | Agriculteur                                              |
| mars 2001                                | mai 2020 | Claude Boyer               |           | Retraité des artisans, commerçants et chefs d'entreprise |
| mai 2020                                 | En cours | Christiane Cailliau-Deleu, |           | Ancienne cadre                                           |
| Les données manquantes sont à compléter. |          |                            |           |                                                          |

## Démographie
L'évolution du nombre d'habitants est connue à travers les recensements de la population effectués dans la commune depuis 1793. Pour les communes de moins de 10 000 habitants, une enquête de recensement portant sur toute la population est réalisée tous les cinq ans, les populations de référence des années intermédiaires étant quant à elles estimées par interpolation ou extrapolation. Pour la commune, le premier recensement exhaustif entrant dans le cadre du nouveau dispositif a été réalisé en 2007.

En 2022, la commune comptait 234 habitants, en évolution de +1,74 % par rapport à 2016 (Aveyron : +0,37 %, France hors Mayotte : +2,11 %).
| 1793 | 1800 | 1821  | 1831  | 1836  | 1841  | 1846  | 1851  | 1856  |
| ---- | ---- | ----- | ----- | ----- | ----- | ----- | ----- | ----- |
| 350  | 336  | 1 155 | 1 309 | 1 063 | 1 248 | 1 236 | 1 255 | 1 204 |

| 1861  | 1866  | 1872  | 1876  | 1881  | 1886  | 1891 | 1896 | 1901 |
| ----- | ----- | ----- | ----- | ----- | ----- | ---- | ---- | ---- |
| 1 091 | 1 059 | 1 040 | 1 032 | 1 005 | 1 055 | 969  | 862  | 820  |

| 1906 | 1911 | 1921 | 1926 | 1931 | 1936 | 1946 | 1954 | 1962 |
| ---- | ---- | ---- | ---- | ---- | ---- | ---- | ---- | ---- |
| 828  | 825  | 668  | 651  | 587  | 581  | 551  | 475  | 423  |

| 1968 | 1975 | 1982 | 1990 | 1999 | 2006 | 2007 | 2012 | 2017 |
| ---- | ---- | ---- | ---- | ---- | ---- | ---- | ---- | ---- |
| 366  | 305  | 272  | 241  | 238  | 219  | 216  | 235  | 226  |

| 2022 | - | - | - | - | - | - | - | - |
| ---- | - | - | - | - | - | - | - | - |
| 234  | - | - | - | - | - | - | - | - |

## Économie

### Revenus
En 2018  (données Insee publiées en septembre 2021), la commune compte 98 ménages fiscaux, regroupant 200 personnes. La médiane du revenu disponible par unité de consommation est de 15 500 € (20 640 € dans le département).

### Emploi
| Division       | 2008   | 2013  | 2018  |
| -------------- | ------ | ----- | ----- |
| Commune        | 10,2 % | 7 %   | 13 %  |
| Département    | 5,4 %  | 7,1 % | 7,1 % |
| France entière | 8,3 %  | 10 %  | 10 %  |

En 2018, la population âgée de 15 à 64 ans s'élève à 130 personnes, parmi lesquelles on compte 77,9 % d'actifs (64,9 % ayant un emploi et 13 % de chômeurs) et 22,1 % d'inactifs,. Depuis 2008, le taux de chômage communal (au sens du recensement) des 15-64 ans est supérieur à celui de la France et du département.
La commune est hors attraction des villes,. Elle compte 53 emplois en 2018, contre 46 en 2013 et 65 en 2008. Le nombre d'actifs ayant un emploi résidant dans la commune est de 85, soit un indicateur de concentration d'emploi de 61,7 % et un taux d'activité parmi les 15 ans ou plus de 51,2 %.
Sur ces 85 actifs de 15 ans ou plus ayant un emploi, 44 travaillent dans la commune, soit 51 % des habitants. Pour se rendre au travail, 61,6 % des habitants utilisent un véhicule personnel ou de fonction à quatre roues, 21 % s'y rendent en deux-roues, à vélo ou à pied et 17,4 % n'ont pas besoin de transport (travail au domicile).

### Activités hors agriculture
18 établissements sont implantés  à Martrin au 31 décembre 2019.
Le secteur du commerce de gros et de détail, des transports, de l'hébergement et de la restauration est prépondérant sur la commune puisqu'il représente 33,3 % du nombre total d'établissements de la commune (6 sur les 18 entreprises implantées  à Martrin), contre 27,5 % au niveau départemental.

### Agriculture
La commune est dans les Monts de Lacaune, une petite région agricole occupant le sud du département de l'Aveyron. En 2020, l'orientation technico-économique de l'agriculture  sur la commune est l'élevage d'ovins ou de caprins.
|               | 1988  | 2000  | 2010  | 2020 |
| ------------- | ----- | ----- | ----- | ---- |
| Exploitations | 42    | 29    | 26    | 21   |
| SAU (ha)      | 1 307 | 1 297 | 1 271 | 997  |

Le nombre d'exploitations agricoles en activité et ayant leur siège dans la commune est passé de 42 lors du recensement agricole de 1988  à 29 en 2000 puis à 26 en 2010 et enfin à 21 en 2020, soit une baisse de 50 % en 32 ans. Le même mouvement est observé à l'échelle du département qui a perdu pendant cette période 51 % de ses exploitations,. La surface agricole utilisée sur la commune a également diminué, passant de 1 307 ha en 1988 à 997 ha en 2020. Parallèlement la surface agricole utilisée moyenne par exploitation a augmenté, passant de 31 à 47 ha.

## Culture locale et patrimoine

### Lieux et monuments
- Chapelle Saint-André du Cayla.
- Statue menhir de La Raffinié

#### Église Notre-Dame-de-Septembre

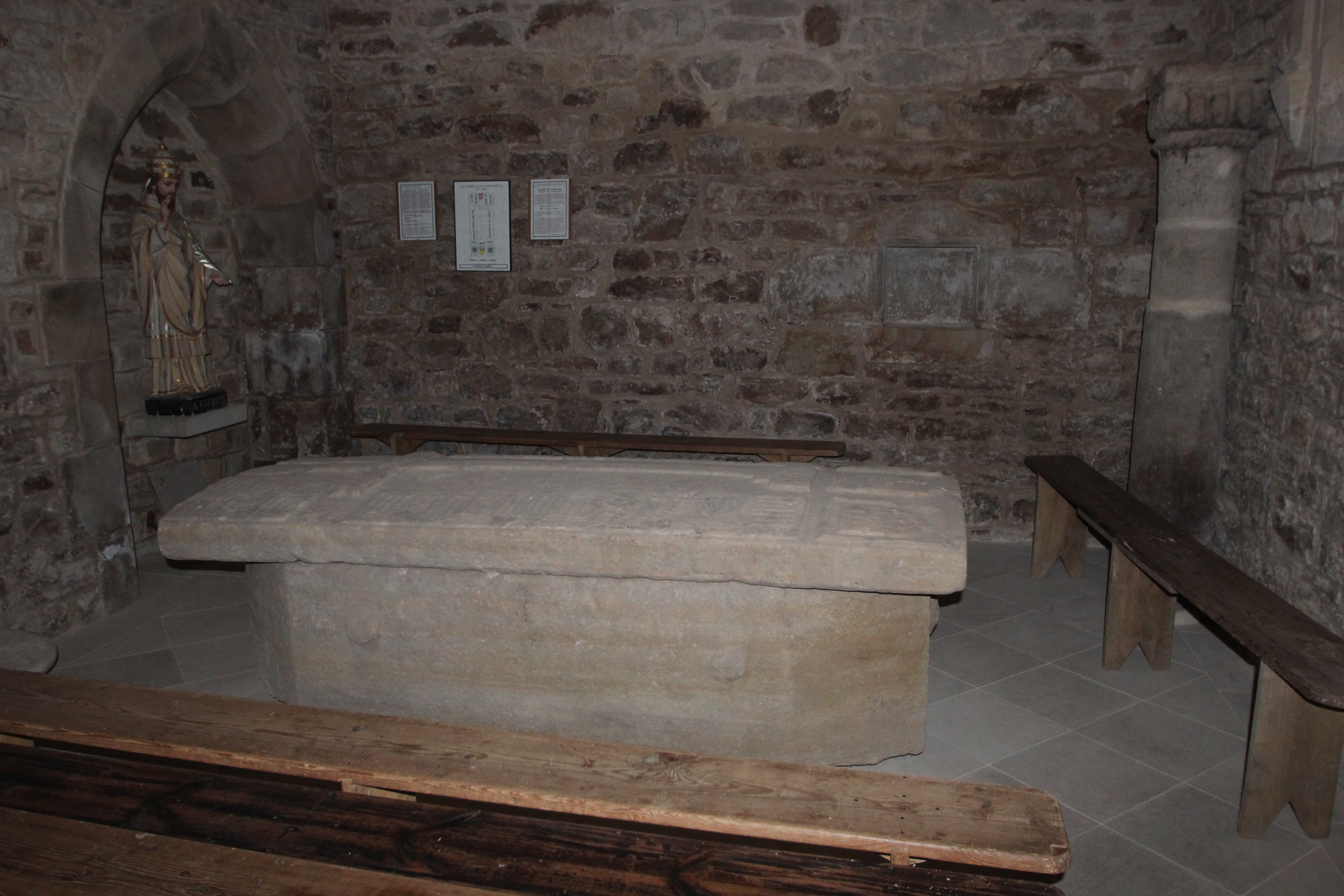
Tombeau de Penavayre de Sales

Inscrit MH (1927). Il s'y trouve le tombeau de Penavayre de Sales, Commandeur des Hospitaliers.

### Personnalités liées à la commune
- Antoine Lavalette, né « Valete » le 26 octobre 1708 à Martrin (France) et décédé le 13 décembre 1767 à Toulouse était un  prêtre jésuite français, missionnaire en Martinique. Bien qu'il ait quitté la Compagnie de Jésus en 1762, Lavalette est à l'origine d'un scandale financier qui contribua beaucoup à jeter l'opprobre sur la Compagnie de Jésus et précipita son bannissement de France en 1763.

### Héraldique
| Blason de Martrin | Blason  | Parti : au 1er coupé au I d'or au saule de sinople, les branches en redorte d'une pièce, au II d'or à l'aigle couronnée de gueules, au 2e d'or à la tour hospitalière au trait de sinople, le tout sommé d'un comble à la Religion (ou de gueules à la croix d'argent). |
| Blason de Martrin | Détails | Le comble et le saule sont ceux de Penavayre de Sales, ancien commandeur de la commanderie locale, représentée dans le second parti. L'aigle est celle de la famille de Martrin. Création d'Élian Molinié-Tavernier utilisée par la commune.                            |